# 収納事務取扱金融機関
収納事務取扱金融機関（しゅうのうじむとりあつかいきんゆうきかん）とは、指定金融機関を指定していない市町村の長が必要があると認めるときに、会計管理者の取り扱う収納の事務の一部を取り扱わせるため、当該市町村の長が指定する金融機関をいう（地方自治法施行令第168条第5項、第7項）。

## 概要
収納事務取扱金融機関を指定、又は変更した場合、市町村の長は公示しなければならない（地方自治法施行令第168条第9項）。
なお、地方公営企業の収納業務を行う金融機関は、収納取扱金融機関として区別される（公営企業出納取扱金融機関が、指定金融機関と同一の場合、収納取扱金融機関は同じであるケースも見られる）。

## 公金の取り扱い
収納事務取扱金融機関の公金の取り扱いについて、地方自治法施行令第168条の3第1項、第4項に規定されている。
- 収納事務取扱金融機関は、納税通知書、納入通知書その他の納入に関する書類（当該書類に記載すべき事項を記録した電磁的記録を含む。）に基づかなければ、公金の収納をすることができない。
- 収納事務取扱金融機関は、公金を収納したとき、又は公金の払込みを受けたときは、これを当該市町村の預金口座に受け入れなければならない。この場合において、収納事務取扱金融機関は、会計管理者の定めるところにより、当該受け入れた公金を収入役の定める収納事務取扱金融機関の当該市町村の預金口座に振り替えなければならない。

## 検査
会計管理者は、収納事務取扱金融機関について、定期及び臨時に公金の収納の事務及び公金の預金の状況を検査しなければならないとされ、その結果に基づき、収納事務取扱金融機関に対して必要な措置を講ずべきことを求めることができる（地方自治法施行令第168条の4第1項、第2項）。